# Lega calcistica degli Emirati Arabi Uniti 2004-2005
La UAE Football League 2004–2005 è stata la 30ª edizione della massima competizione calcistica nazionale per club degli Emirati Arabi Uniti. La squadra campione in carica è l'Al-Ain.
Alla competizione prendono parte 14 squadre, la squadra che si laurea campione degli Emirati Arabi Uniti è l'Al-Wahda mentre l'Ittihad Kalba e l'Al Dhafra vengono retrocesse in UAE Second Division.

## Squadre
| Squadra       | Città          | Stadio                               |
| ------------- | -------------- | ------------------------------------ |
| Al-Ain        | al-'Ayn        | Sheikh Khalifa International Stadium |
| Al-Wasl       | Dubai          | Zabeel Stadium                       |
| Sharjah       | Sharja         | Sharjah Stadium                      |
| Al-Ahli Dubai | Dubai          | Rashed Stadium                       |
| Al-Wahda      | Abu Dhabi      | Al-Nahyan Stadium                    |
| Al-Nasr       | Dubai          | Al Maktoum Stadium                   |
| Al-Shabab     | Dubai          | Al Maktoum Stadium                   |
| Al-Shaab      | Sharja         | Khalid Bin Mohammed Stadium          |
| Al-Khaleej    | Hamah          | Al Baladi Stadium                    |
| Al-Jazira     | Abu Dhabi      | Al Jazira Mohammed Bin Zayed Stadium |
| Al Dhafra     | Madinat Zaid   | Al Dhafra Stadium                    |
| Ittihad Kalba | Kalba          | Ittihad Kalba Club Stadium           |
| Dubai Club    | Dubai          | Police Officers Club Stadium         |
| Emirates      | Ras al-Khaimah | Emirates Club Stadium                |

## Classifica finale
|                                | Pos. | Squadra       | G  | V  | N | P  | GF | GS | Pt |
| ------------------------------ | ---- | ------------- | -- | -- | - | -- | -- | -- | -- |
| Emirati Arabi Uniti (bandiera) | 1    | Al-Wahda      | 26 | 20 | 2 | 4  | 75 | 35 | 62 |
|                                | 2    | Al-Ain        | 26 | 18 | 3 | 5  | 54 | 26 | 57 |
|                                | 3    | Al-Jazira     | 26 | 16 | 5 | 5  | 62 | 41 | 53 |
|                                | 4    | Al-Nasr       | 26 | 13 | 7 | 6  | 48 | 33 | 46 |
|                                | 5    | Sharjah       | 26 | 12 | 6 | 8  | 59 | 44 | 42 |
|                                | 6    | Al-Shabab     | 26 | 11 | 7 | 8  | 43 | 44 | 40 |
|                                | 7    | Al-Ahli Dubai | 26 | 11 | 6 | 9  | 58 | 40 | 39 |
|                                | 8    | Al-Wasl       | 26 | 9  | 7 | 10 | 36 | 36 | 34 |
|                                | 9    | Al-Shaab      | 26 | 10 | 4 | 12 | 37 | 44 | 34 |
|                                | 10   | Emirates      | 26 | 7  | 5 | 14 | 26 | 47 | 26 |
|                                | 11   | Dubai Club    | 26 | 6  | 6 | 14 | 30 | 53 | 24 |
|                                | 12   | Al-Khaleej    | 26 | 5  | 4 | 17 | 36 | 62 | 19 |
|                                | 13   | Ittihad Kalba | 26 | 4  | 7 | 15 | 27 | 55 | 19 |
|                                | 14   | Al Dhafra     | 26 | 2  | 7 | 17 | 36 | 67 | 13 |

Legenda:

      Campione degli Emirati Arabi Uniti 2004-2005, ammessa alla fase a gironi della AFC Champions League 2006

      Ammesse alla fase a gironi della AFC Champions League 2006

      Ammesse alla Coppa dei Campioni del Golfo 2005

      Retrocessa in UAE Second Division 2005-2006

Note:
Tre punti a vittoria, uno a pareggio, zero a sconfitta.